# Cementiri de la Espada (Cuba)
El Cementiri de la Espada és un cementiri que actualment està en desús situat aproximadament a una milla a l'oest de la ciutat de l'Havana, a Cuba, està a prop de la costa i prop de l'hospital de leprosos de Sant Lázaro.
Es va utilitzar des de 1806 fins a 1878, el Cementiri de la Espada va ser el primer lloc d'enterrament dissenyat formalment i construït a la regió de l'Havana, abans de la construcció de cementiris, el costum a l'Havana havia estat la d'enterrar als morts en les voltes de les esglésies, va ser anomenat així en honor del bisbe titular en el moment del seu disseny, José Díaz de Espada y Landa. Els seus límits inclouen els actuals carrers de San Lázaro, vapor, Espada i Aramburu. Malgrat ser oficialment anomenat Camp Sant, la població en general de l'Havana es refereix normalment al cementiri com el cementiri de la Espada.